# Ван дер Вал, Фредерик
Фредерик Ван дер Вал (нидерл. Frédérique van der Wal; родилась 30 августа 1967, Гаага) — нидерландская топ-модель и актриса.
На подиум попала во время обучения в колледже в Голландии по специальности экономика и иностранные языки, после того как по совету друзей приняла участие в национальном конкурсе Elite Look of the Year, который выиграла, в 1984 году выиграла уже международный финал конкурса Elite Model Look. После победы подписала контракт с модельным агентством Elite Model Management, и взяла пауза для завершения обучения.
В возрасте восемнадцати лет приняла решение о переезде в Нью-Йорк и начале карьеры модели. Признание пришло после совместной работы с брендами Revlon и Guess?. В 1995, 1996 и 1997 годах принимала участие в итоговых показах Victoria’s Secret Fashion Show.
В различное время принимала участие в показах: Cachè, Chloè, Eddie Bauer, Frederique fragrance, Guess?, Lamatta, Marina Rinaldi, Newport News, Ralph Lauren, Revlon, Roxanne Couture, United State Virgin Islands, Victoria's Secret, Zenue и другие. Снялась для ряда модных журналов, среди работ можно выделить: Cosmopolitan (США), Cosmopolitan (Нидерланды), Vogue (Франция), Marie Claire (Германия) и других.
Параллельно с модельной деятельностью снималась в кино и на телевидении. В 1997 снялась в фильме «Любовный треугольник» с Робертом Дауни младшим, в 1999 году сыграла в картине «Дикий, дикий Вест» c Уилл Смитом.
В 2003 году появилась на сцене одного из театров в Вашингтоне в скандальной постановки феминистской пьесы Ивы Энслер — «Монолог вагины».
Вела и продюсировала ряд телевизионных шоу связанных с модельным бизнесом и высокой модой, среди которых можно выделить World Class with Frederiqu для канала Scripts network, The Ultimate Holiday Towns USA для A&E, Cover Shot для Discovery, The Face для RTL 5.
В 2005 году в Голландии в честь Фредерик Ван дер Вал был выведен сорт лилии названный «Frederique’s Choice Lily», он был представлен на церемонии в Амстердаме. Немногим позже на канале Discovery было запущено шоу The Invisible Journey ведущей которого выступила Федерик, шоу рассказывало о том пути которое проделывают цветки лилий с момента выращивания в Африке и заканчивая цветочными биржами Амстердама, Нью-Йорка и других городов.
Позже организовала собственный цветочный бизнес, которым и занимается в Европе и США.
Имеет дочь которая родилась в 2000 году.